# Sv. Michelsen
Sv. Michelsen Chokolade er en dansk chokoladeproducent. Firmaet ejes af Holdingselskabet af 2. september 1989.
Firmaet blev grundlagt af konditor Svend Michelsen i Randersgade 6 på Østerbro i 1933. I 1970'erne overtog datteren Rita og svigersønnen Kjeld Dorff ledelsen af Sv. Michelsen Chokolade, og siden 1992 har virksomheden været kongelig hofleverandør. I dag er tredje generation, Nicolas Dorff, adm. direktør for Sv. Michelsen.
Virksomheden har 20 butikker i Sv. Michelsen Chokolades i eget navn, og produkterne sælges gennem flere end 200 chokolade- og delikatesseforretninger, bagere og andre specialforhandlere.
Firmaet er beliggende på Stamholmen 91 i Hvidovre og beskæftiger omkring 30 i fremstillingen af chokolader og over 100 medarbejdere i butikkerne.